# Stenelmis
Stenelmis é um género de coleóptero da subfamília Elminae.
Este género contém as seguintes espécies:
- Stenelmis antennalis
- Stenelmis beameri
- Stenelmis bicarinata
- Stenelmis calida
- Stenelmis canaliculata
- Stenelmis concinna
- Stenelmis consobrina
- Stenelmis cheryl
- Stenelmis convexula
- Stenelmis crenata
- Stenelmis decorata
- Stenelmis douglasensis
- Stenelmis exigua
- Stenelmis exilis
- Stenelmis florala
- Stenelmis fuscata
- Stenelmis gammoni
- Stenelmis grossa
- Stenelmis humerosa
- Stenelmis hungerfordi
- Stenelmis knobeli
- Stenelmis lariversi
- Stenelmis lateralis
- Stenelmis lignicola
- Stenelmis mera
- Stenelmis mirabilis
- Stenelmis lignicola
- Stenelmis markeli
- Stenelmis mera
- Stenelmis mirabilis
- Stenelmis moapa
- Stenelmis musgravei
- Stenelmis occidentalis
- Stenelmis parva
- Stenelmis puberula
- Stenelmis pusillus
- Stenelmis quadrimaculata
- Stenelmis sandersoni
- Stenelmis sexlineata
- Stenelmis sinuata
- Stenelmis vittipennis
- Stenelmis williami
- Stenelmis xylonastis